# Sugarcane
Sugarcane é um documentário de 2024, dirigido por Julian Brave NoiseCat e Emily Kassie e produzido por Emily Kassie e Kellen Quinn. Ele segue uma investigação sobre o sistema de escolas residenciais indígenas canadenses, iniciando um acerto de contas nas vidas de sobreviventes e descendentes.
Teve sua estreia mundial no Festival de Cinema de Sundance em 20 de janeiro de 2024, onde ganhou o prêmio do Grande Júri de Direção. É lançado nos cinemas em compromissos limitados nos Estados Unidos e Canadá em 9 de agosto de 2024, antes de se expandir gradualmente para outras cidades a partir de 16 de agosto, pela National Geographic Documentary Films através da Variance Films nos Estados Unidos e Films We Like no Canadá. Recebeu aclamação da crítica e ganhou o prêmio de Melhor Documentário no National Board of Review. Em 23 de janeiro de 2025, foi revelado que o filme é um concorrente na 97ª Temporada do Oscar, com uma indicação ao Oscar na categoria Melhor Documentário.

## Premissa
Sugarcane segue uma investigação sobre o sistema de escolas residenciais indígenas canadenses, iniciando um acerto de contas nas vidas de sobreviventes e descendentes.

## Produção
O filme recebeu subsídios do Catapult Film Fund e do International Documentary Association Enterprise Fund. Lily Gladstone embarcou no projeto como produtora executiva.

## Lançamento
Teve sua estreia mundial no Festival de Cinema de Sundance em 20 de janeiro de 2024. Também foi exibido no Festival Internacional de Cinema de São Francisco de 2024, no Festival Internacional de Cinema de Seattle de 2024, no Festival Internacional de Documentários de Sheffield de 2024, no Festival de Cinema de Sydney de 2024, no Festival de Cinema Documental DOXA de 2024, no Festival de Cinema de Nantucket de 2024, no Festival de Cinema Independente de Boston de 2024, no Festival de Cinema de Sarasota de 2024, no Festival de Cinema de Maryland de 2024, no Festival Internacional de Cinema de Cleveland de 2024, e no Festival de Cinema Documentário Full Frame.
Em fevereiro de 2024, a National Geographic Documentary Films adquiriu os direitos de distribuição do filme. Mais tarde, foi anunciado que o filme seria exibido em compromissos exclusivos no Film Forum em Manhattan e no TIFF Lightbox em Toronto a partir de 9 de agosto de 2024, seguido pelo Laemmle Royal em Los Angeles a partir de 16 de agosto; uma expansão para outras cidades nos Estados Unidos e Canadá ocorrerá gradualmente a partir de 16 de agosto. A Variance Films e a Films We Like atuam como co-distribuidoras nos Estados Unidos e Canadá, respectivamente.